# Dispneia paroxística noturna
Dispneia paroxística noturna (DPN) é um sintoma no qual a pessoa desenvolve dificuldades de respiração após deitar-se para dormir.
Geralmente ocorre várias horas após a pessoa ter dormido, acordando bruscamente com forte sensação de sufocação, tosse seca e opressão torácica, o que a obriga a sentar-se ou levantar-se da cama. 
Durante a crise dispneica pode haver broncoespasmo, responsável pelo aparecimento de chieira, cuja causa é a congestão da mucosa brônquica. Nestas condições, a doença recebe a denominação de asma cardíaca.
Nas crises mais graves, além da intensa dispneia, surge tosse com expectoração espumosa, branca ou rósea, cianose, respiração ruidosa pela presença de sibilos e estertores finos. Este conjunto de sintomas caracteriza o edema agudo de pulmão, a condição mais grave da congestão pulmonar, que põe em risco a vida do paciente. Os pacientes que apresentam falência ventricular esquerda aguda, consequência de crise hipertensiva ou de infarto do miocárdio ou que têm uma obstrução da valva mitral - estenose mitral - são os mais propensos a desenvolverem o quadro de edema agudo de pulmão.

## Fisiopatologia
A DPN é causada por quantidades crescentes de fluidos entrando no pulmão durante o sono, preenchendo os pequenos espaços que deveriam ser ocupados pelo ar (os alvéolos) que são responsáveis pela absorção do oxigênio do ar atmosférico. Este fluido geralmente repousa nas pernas durante o dia, quando a pessoa está caminhando, e este se redistribui por todo o corpo (incluindo os pulmões) quando a pessoa está deitada.

## Causas
A DPN é um sinal de insuficiência cardíaca grave. É um sintoma potencial de várias patologias afetando o ventrículo esquerdo: estenose mitral, insuficiência aórtica e hipertensão sistêmica. Também pode estar relacionada a doenças pulmonares crônicas, principalmente entre indivíduos tabagistas. 

## História
O sintoma foi descrito pela primeira vez por Charles Le Pois (1563-1633) no século XVI. 